# フランス帝国顕官
フランス帝国顕官（フランスていこくけんかん、Grands dignitaires de l'Empire français、グラン・ディニテール・ド・ランピール・フランセーズ）は、共和暦12年憲法によって定められたフランスの官職。ディニテール（dignitaires）は要人、高官の意。

## 概要
共和暦12年憲法によって定めるところによれば、帝国六顕官（six grands dignitaires de l'Empire）は、大選挙侯（grand-électeur）、帝国大書記長（archichancelier de l'Empire）、国務大書記長（archichancelier d'Etat）、大財務官（architrésorier）、大元帥（connétable）、大提督（grand-amiral）からなる。顕官は、選挙人会を主宰する。

## ギャラリー

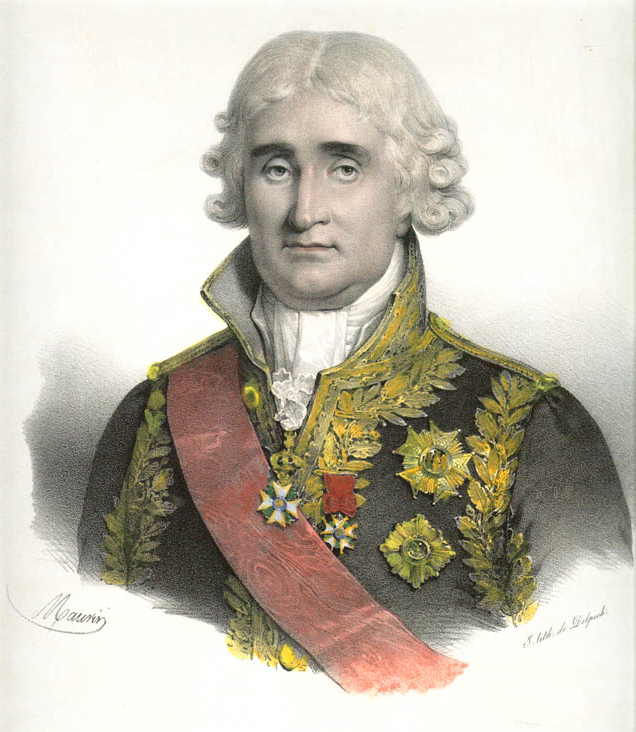
Jean de Cambacérès
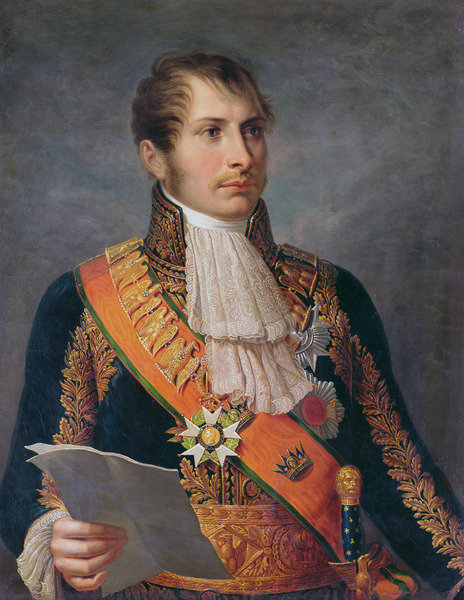
Eugène de Beauharnais
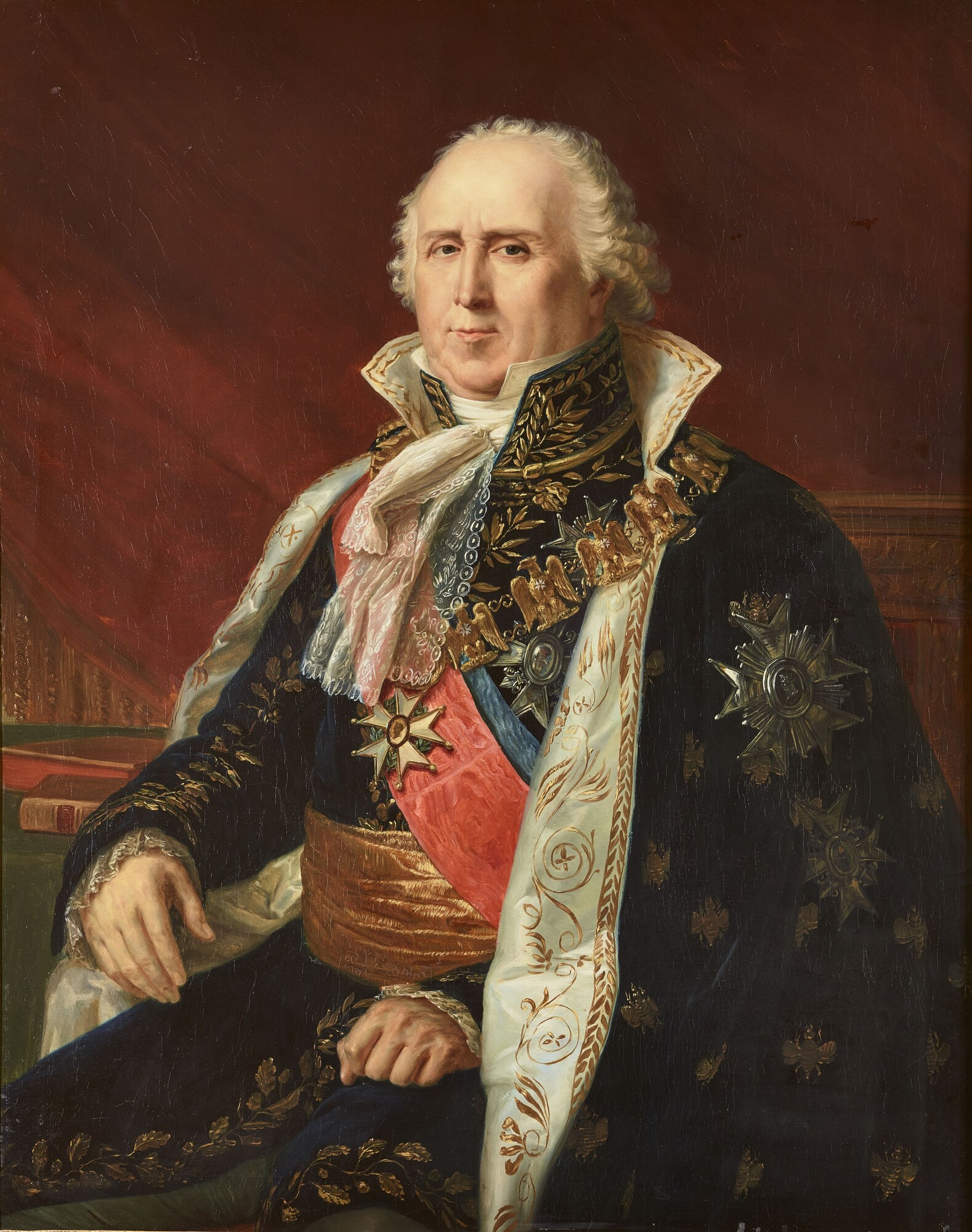
Charles-François Lebrun
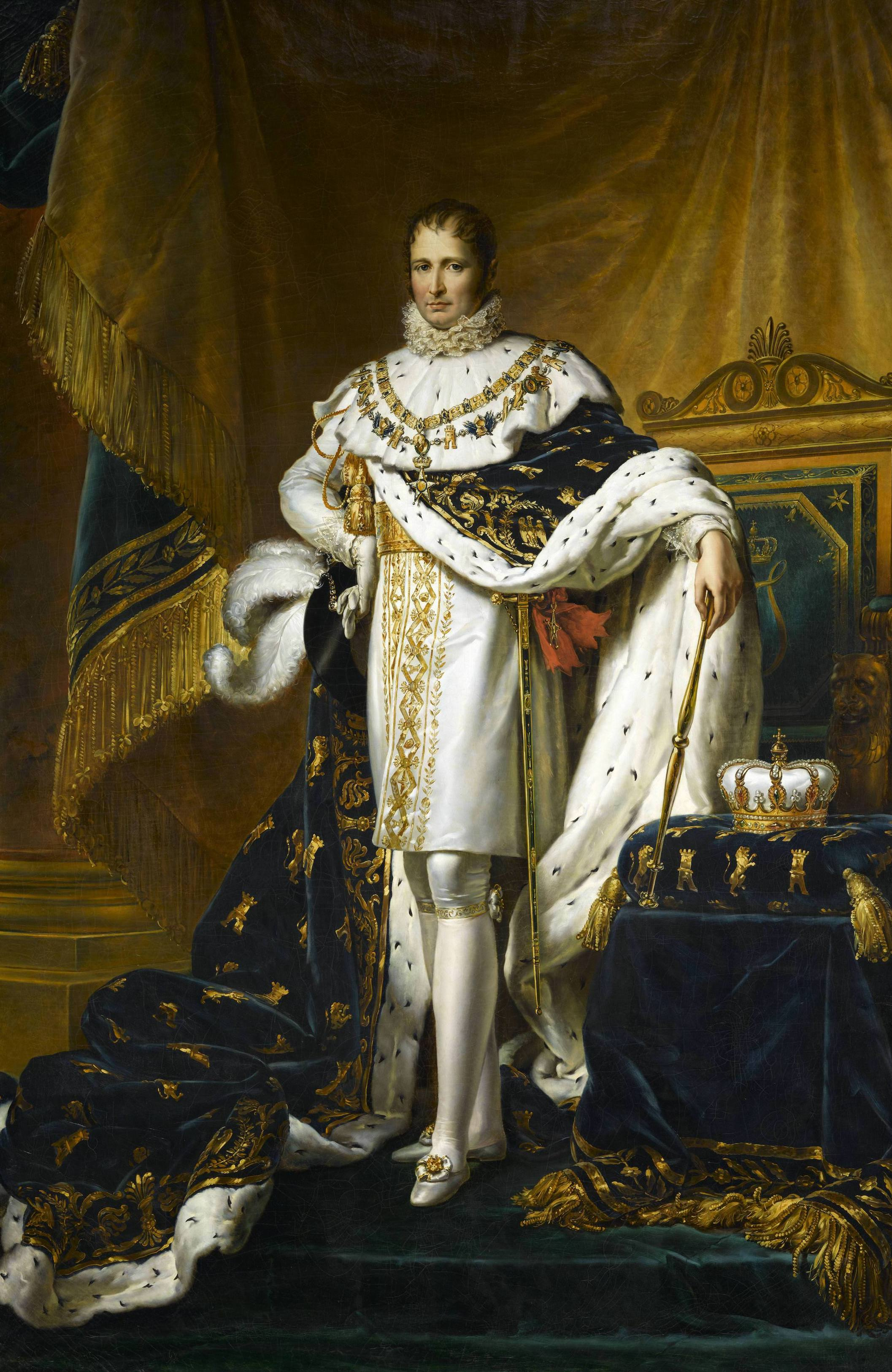
Joseph Bonaparte
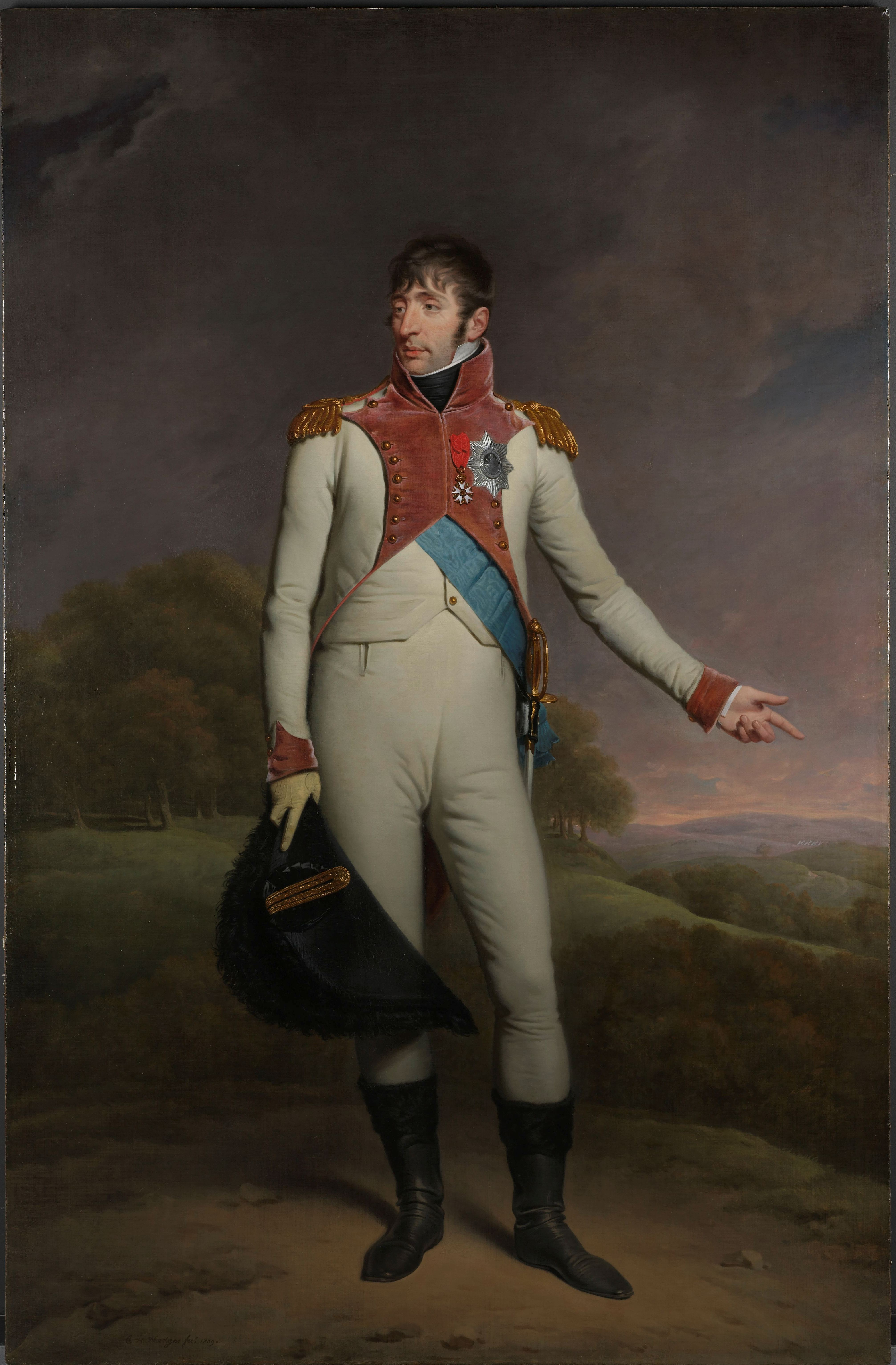
Louis Bonaparte
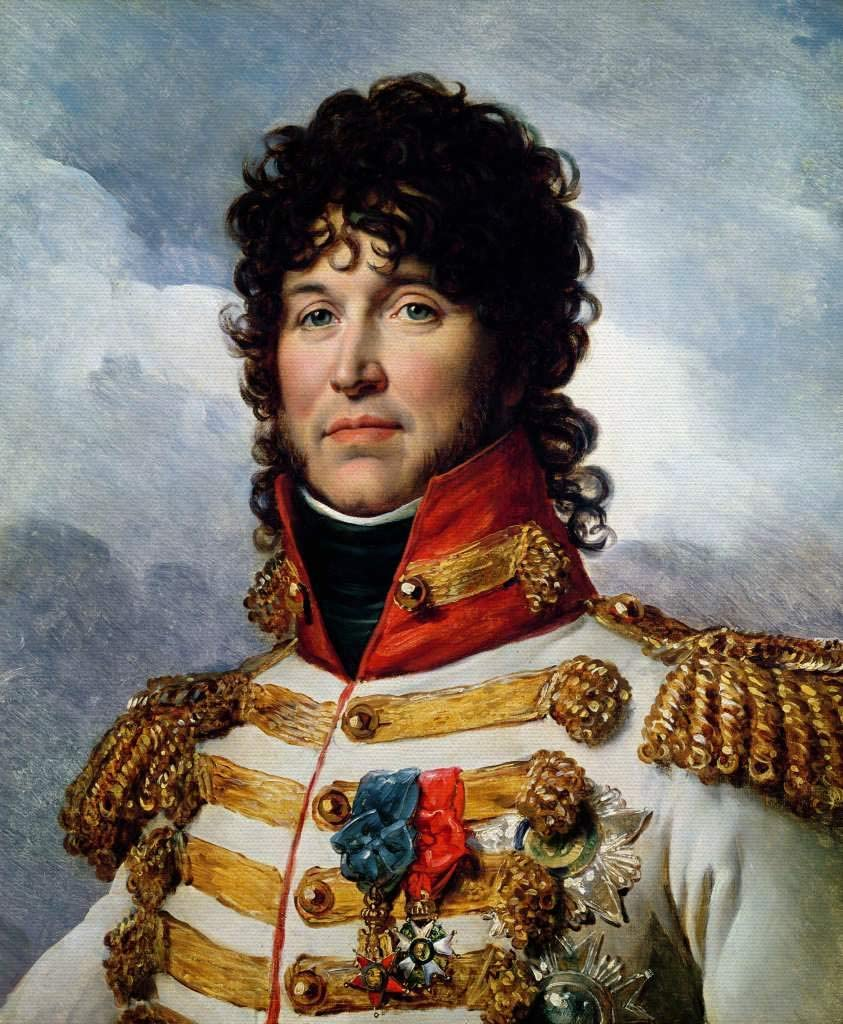
Joachim Murat
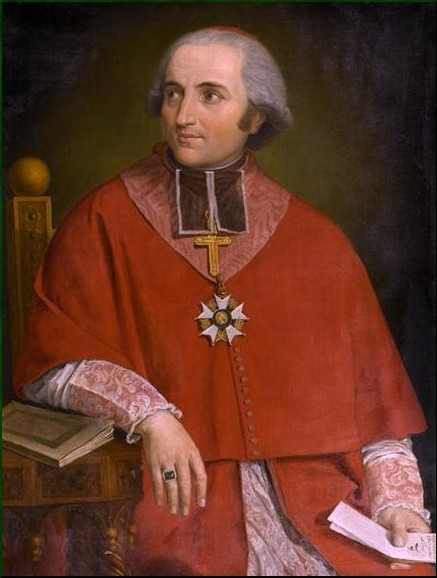
Joseph Fesch
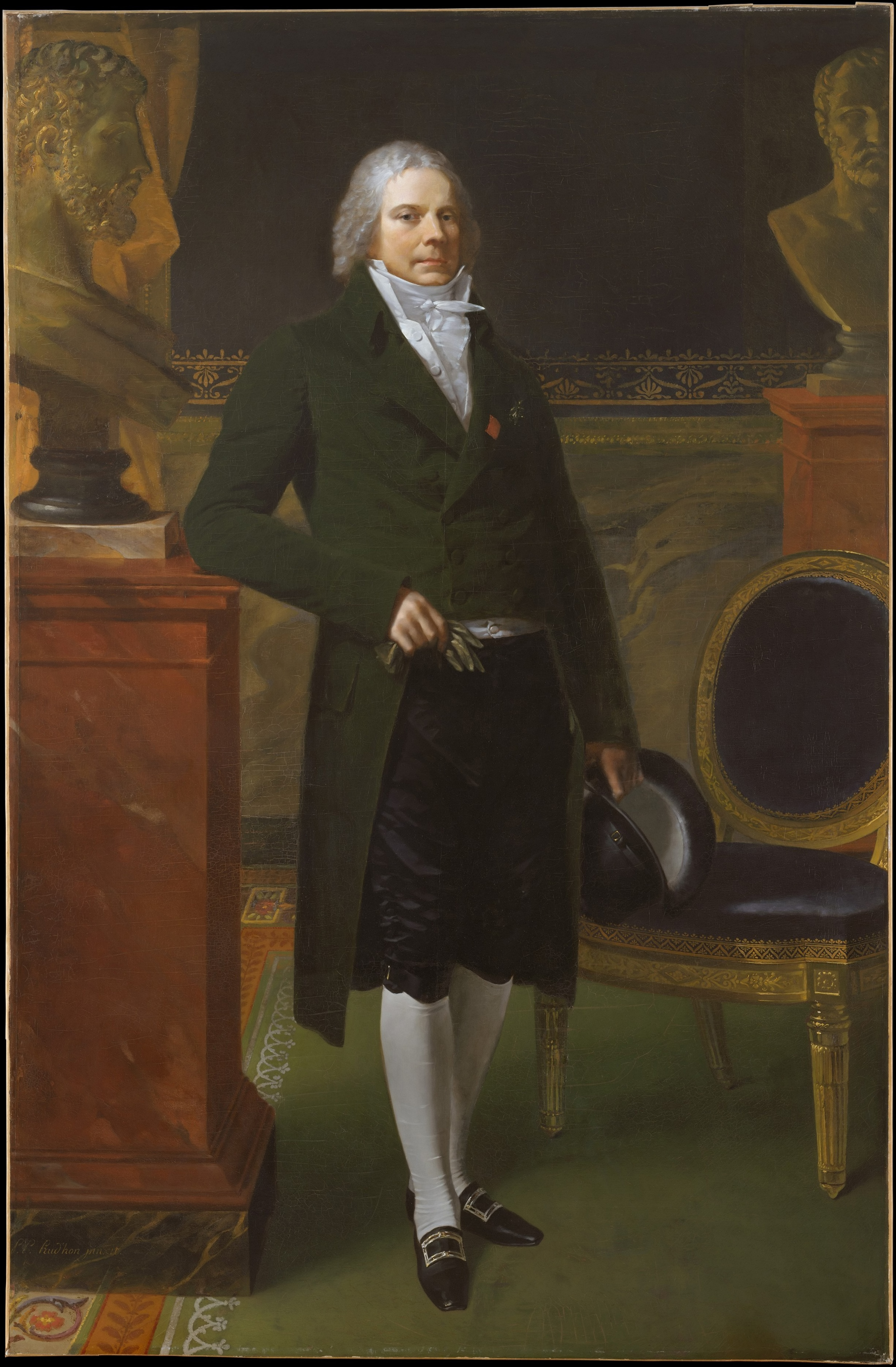
Charles Maurice de Talleyrand-Périgord
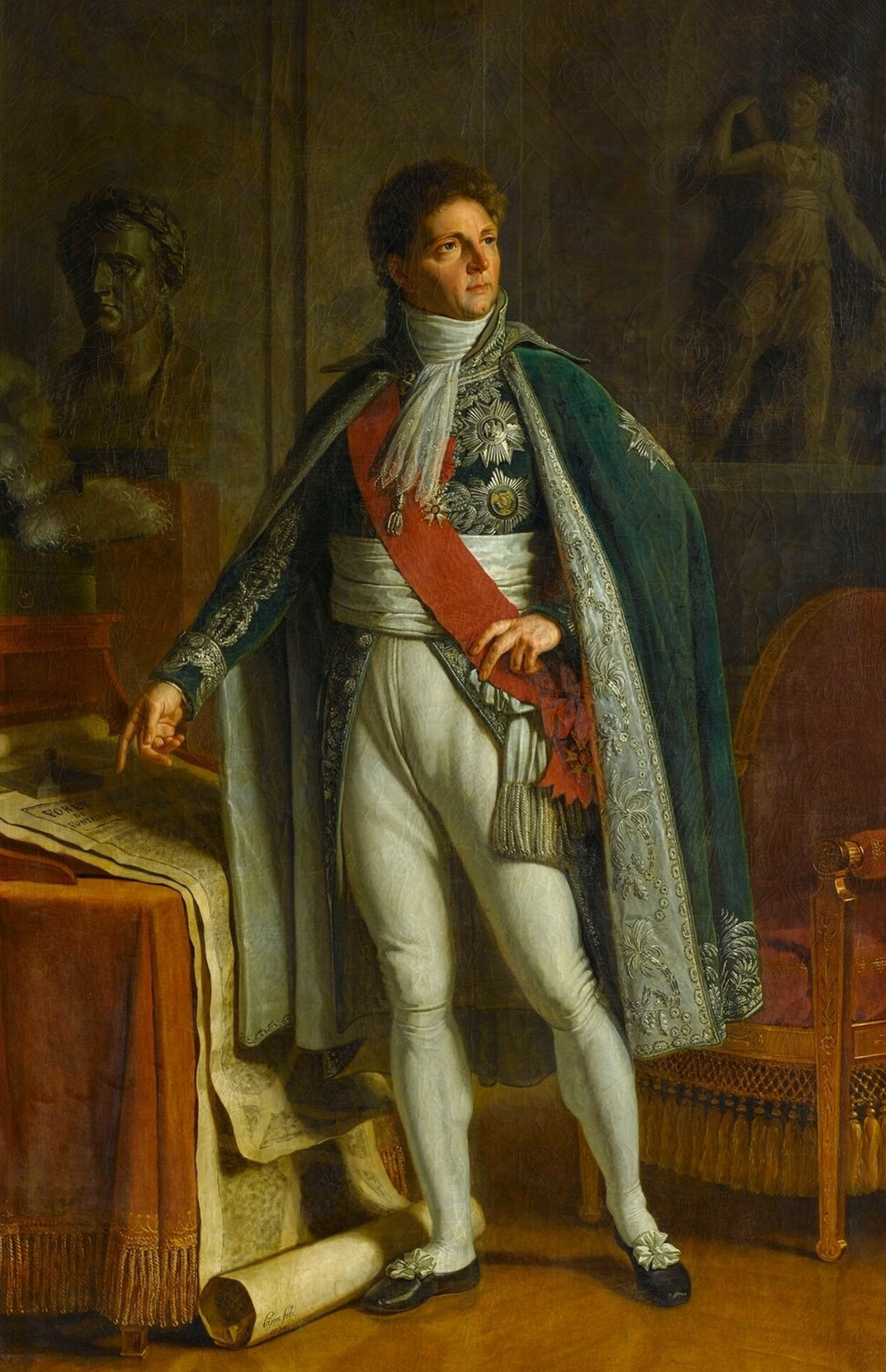
Louis-Alexandre Berthier
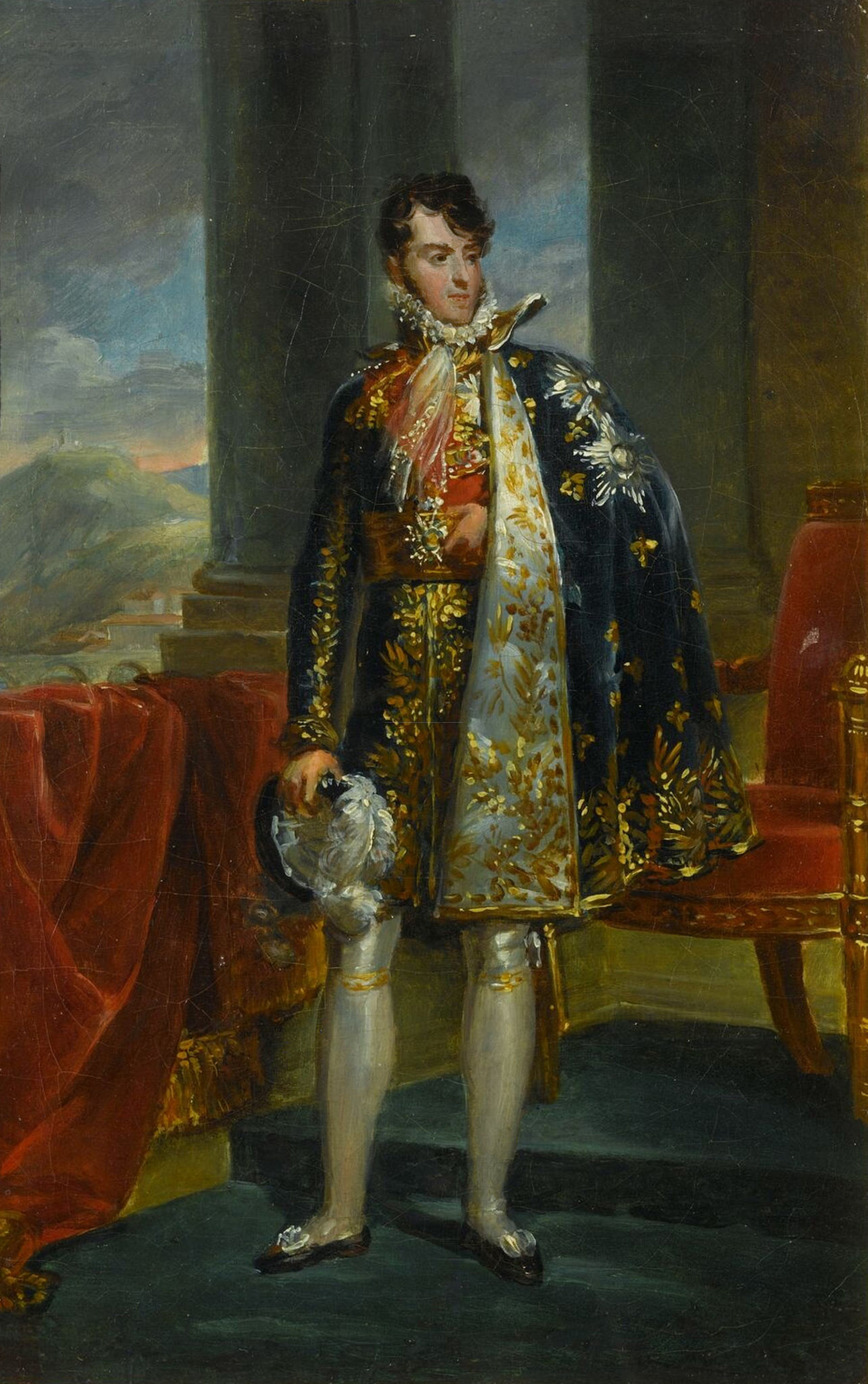
Camillo Borghese
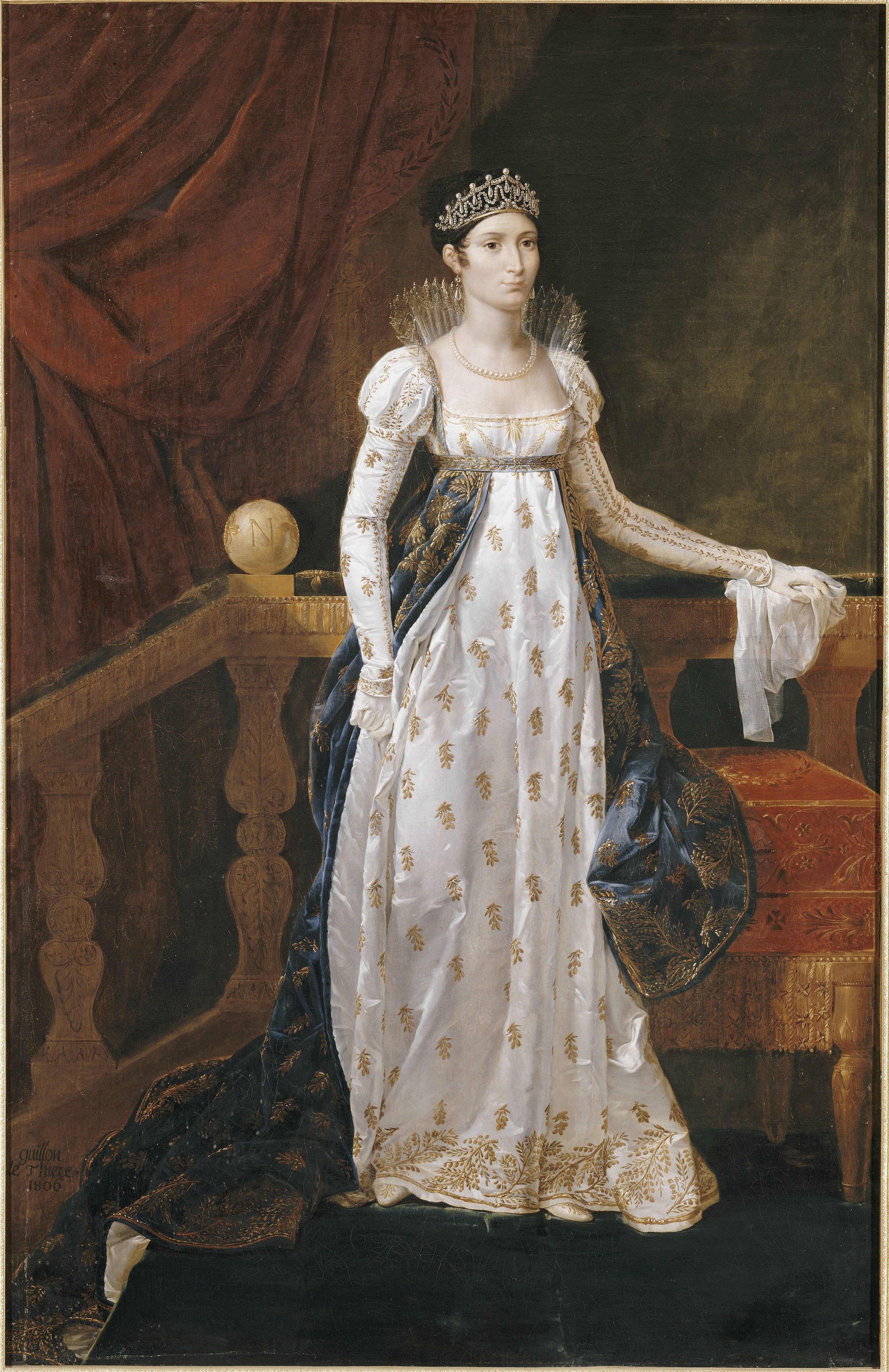
Elisa Bonaparte